# Гарридо, Алеш
А́леш Гарри́до Каньиса́рес (исп. Aleix Garrido Cañizares; 22 февраля 2004, Риполь, Испания) — испанский футболист, полузащитник клуба «Эйбар».

## Клубная карьера
1 апреля 2023 года Гарридо дебютировал за основную команду «Барселоны» в матче Чемпионата Испании против «Эльче», выйдя на замену вместо Ансу Фати.

## Достижения
«Барселона»
- Чемпион Испании: 2022/23